# Ламбин, Пётр Борисович
Пётр Борисович Ламбин  (15 (27) мая 1862 — 11 января 1923) — русский театральный художник.

## Биография
Родился 15 (27) мая 1862 года.
Профессиональное образование получил в Петербургской Академии художеств, где занимался в классе художественной декорации у М. А. Шишкова, проходил практику в императорских театрах.
После окончания академии в 1885 году был принят на службу помощником декоратора императорских театров, через восемь лет в 1893 году был переведён на должность декоратора. В сезоне 1893/94 гг. участвовал в оформлении всех спектаклей Мариинского театра. В то время была принята система оформления спектаклей, когда каждый акт оформлял другой художник. Наиболее удачной работой Ламбина этого года считают декорацию 2-й картины 1-го акта оперы Дж. Верди «Аида».
В 1888 году женился на Татьяне Никаноровне Лезновой.
В конце 1890-х гг. Ламбин стал одним из ведущих декораторов императорских театров, наряду со скульптором Каменским и художником К. М. Ивановым. Особенно много работал в Мариинском театре, наибольший интерес представляет декорация Ламбина для сцены «царство теней» в балете «Баядерка» Л. Ф. Минкуса.
Кроме работы в Мариинском театре, оформлял спектакли в других императорских театрах: Александринском, Большом, Михайловском, Эрмитажном.
Кроме того, Ламбин исполнял декорации в балетах, оформлявшихся другими художниками, в частности К. А. Коровиным и А. Я. Головиным.
Ламбин в своём творчестве продолжал традиции М. А. Шишкова. Он был превосходным мастером декорационной живописи, хорошо владел законами перспективы, в своих историко-бытовых и романтических пейзажных декорациях развивал реалистические тенденции.
Также преподавал в училище Штиглица.
Скончался 11 января 1923 года в Петрограде.

## Декорации к спектаклям
- «Баядерка» — балет Л. Ф. Минкуса либретто С. H. Худекова, 23 января 1877, Мариинский театр, балетмейстер М. И. Петипа. Декорации совместно с М. И. Бочаровым, Г. Г. Вагнером, И. П. Андреевым, А. А. Роллером, М. А. Шишковым, возобновление балета в 1884 году, совместно с художниками О. К. Аллегри, К. М. Ивановым, А. А. Кваппом. 25 января 1901, в Большом театре, балетмейстер А. А. Горский, декорации совместно с Аллегри, Ивановым, Кваппом, костюмы — Е. П. Пономарёв, возобновлен 25 января 1904 г.; 26 декабря 1920 г.
- «Коппелия» — балет-пантомима Л. Делиба в 2 актах 3 картинах, сценарий Ш. Нюитера и А. Сен-Леона по мотивам повести-сказки Э. Т. А. Гофмана «Песочный человек». Мариинский театр, 1894, балетмейстер Э. Чеккетти по М. И. Петипа, декорации совместно с И. П. Андреевым, Г. Левотом, костюмы — Е. П. Пономарёв. Возобновление 6 марта 1918.
- «Фальстаф» — опера Дж. Верди, либретто А. Бойто по комедии У. Шекспира «Виндзорские проказницы».Мариинский театр, 1894, эскизы декораций совместно с И. П. Андреевым, М. И. Бочаровым и Г. Левотом
- «Дубровский» — опера Э. Ф. Направника, либретто М. И. Чайковского по повести А. С. Пушкина. Мариинский театр, 3 января 1895, дирижёр — Э. Ф. Направник, совместно с художниками В. Т. Перминовым и Г. Левотом
- «Конёк-Горбунок, или Царь-Девица» — балет Ц. Пуни, либретто А. Сен-Леона по сказке П. П. Ершова, Мариинский театр, 6 декабря 1895, балетмейстер М. И. Петипа, декорации совместно с художниками Перминовым, К. М. Ивановым, Г. Левотом, костюмы — Е. П. Пономарёв.
- «Чайка» — комедия А. П. Чехова, 17 октября 1896 в Александринском театре
- «Раймонда» — балет А. К. Глазунова в 3 актах 4 картинах с апофеозом, либретто Л. Пашковой и М. И. Петипа, Мариинский театр, 7 января 1898, балетмейстер М. И. Петипа, совместно с художниками К. Аллегри и К. М. Ивановым. Восстановление 29 октября 1922, Петроградский театр оперы и балета (ранее Мариинский), балетмейстер Ф. В. Лопухов (по М. И. Петипа)
- «Дочь фараона» — балет Цезаря Пуни в 3 актах 7 картинах с прологом и эпилогом, сценарий Ж. Сен-Жоржа и М. И. Петипа по новелле Т. Готье «Роман мумии» в 3 актах 7 картинах с прологом и эпилогом, Мариинский театр, 21 октября 1898, декорации совместно с О. К. Аллегри, И. М. Смирновым, К. М. Ивановым, В. Т. Перминов, костюмы — Е. П. Пономарёв. Возобновление 4 декабря 1921, балетмейстер Ф. В. Лопухов
- «Корсар» — балет А. Адана в 3 актах 5 картинах, сценарий Ж. А. Сен-Жоржа, Ж. Мазилье по одноимённой поэме Дж. Байрона, Мариинский театр, 13 января 1899, декорации совместно с О. К. Аллегри, В. Суреньянцом, С. H. Воробьёвым, костюмы — Е. П. Пономарёв
- «Барышня-служанка, или испытание Дамиса» — одноактный балет А. К. Глазунова, сценарий и постановка М. И. Петипа, Эрмитажный театр, 17 января 1900; костюмы — Е. П. Пономарёв.
- «Времена года» — одноактный балет А. К. Глазунова, сценарий и балетмейстер М, И. Петипа, Эрмитажный театр, 7 февраля 1900. Возобновление 28 января 1907, Мариинский театр, балетмейстер Н. Г. Легат, костюмы — А. Я. Головин.
- «Камарго» — балет Л. Ф. Минкуса, в 3 актах 9 картинах, сценарий. Ж. Сен-Жоржа, М. И. Петипа, Мариинский театр, балетмейстеры Л. И. Иванов по М. И. Петипа, совместно с художниками О. К. Аллегри, К. М. Ивановым
- «Царская невеста» — опера Н. А. Римского-Корсакова, либретто композитора и И. Ф. Тюменева по одноимённой драме Л. А. Мея, Мариинский театр, 30 октября 1901, декорации совместно с художником Ивановым
- «Волшебный стрелок» — опера К. М. фон Вебера, либретто И. Ф. Кинда по одноименной новелле И. А. Апеля и Ф. Лауна, Мариинский театр, 27 ноября 1901, дирижёр Направник, режиссёр — О. О. Палечек, совместно с художниками Кваппом, Юргенсом, Яковлевым
- «Ручей» — балет Л. Делиба и Л. Ф. Минкуса в З актах 4 картинах с апофеозом по мотивам персидских сказок, сценарий Ш. Нюитера, А. Сен-Леона, Мариинский театр, 8 декабря 1902, балетмейстер А. Коппини по Сен-Леону, совместно с художником К. M. Ивановым
- «Лакме» — опера Л. Делиба в трёх актах, либретто Э. Гондине и Ф. Жиля по роману Пьера Лоти «Рараю, или Женитьба Лоти». Мариинский театр, 1903, режиссёр О. О. Палечек, совместно с художником К. M. Ивановым
- «Рогнеда» — опера А. Н. Серова, либретто композитора и Д. В. Аверкиева. Мариинский театр, 1904, режиссёр Палечек
- «Фиделио» — опера Л. Бетховена, либретто Иозеф Зоннлейтнер и Г. Ф. Трейчке по драме «Леонора, или Супружеская любовь» Ж Ж. H. Буйи, Мариинский театр, 1905 режиссёр Палечек
- «Кот в сапогах» — балет А. Н. Михайлова, Мариинский театр, 1906, балетмейстер Н. Г. Легат
- «Арлекинада» — балет Р. Е. Дриго в 2 актах, сценарий М. И. Петипа, Большой театр, 21 января 1907, балетмейстер А. А. Горский
- «Гроза» — пьеса А. Н. Островского, Александринский театр, 1907
- «Бабочки» — балет на музыку Р. Шумана, балетмейстер М. М. Фокин, Мариинский театр, 1912; костюмы художника Л. С. Бакста.
- «Плоды просвещения» — комедия в 4 действиях Л. Н. Толстого, Александринский театр, 1916
- «Немая из Портичи» — опера Д. Обера, посвященная восстанию неаполитанцев против испанского владычества, режиссёры В. Э. Мейерхольд и С. Д. Масловская, 7 ноября 1918
- «Мефистофель» — опера А. Бойто, либретто композитора по поэме «Фауст» Гёте, Петроградский театр оперы и балета, 27 декабря 1918, режиссёр Ф. М. Шаляпин, совместно с художником Г. Левотом.
- «Корневильские колокола» — оперетта Р. Планкета, либретто Клервиля и Ш Габе. Малый оперный театр, 3 октября 1919, постановка А. Н. Феоны
- «Евгений Онегин» — опера П. И. Чайковского либретто композитора и К. Шиловского по роману в стихах А. С. Пушкина, 6 февраля 1920 г., режиссёр П. С. Оленин, совместно с художниками О. К. Аллегри, Каменским и А. К. Шервашидзе (Чачба)
- «Алеко» — опера С. В. Рахманинова, либретто В. И. Немировича-Данченко по поэме А. С. Пушкина «Цыганы», Малый оперный театр, 10 апреля 1921, постановка П. С. Оленина
- «Герцогиня Герольштейнская» — оперетта Ж. Оффенбаха, либретто А. Мельяка и Л. Галеви. Малый оперный театр, 29 декабря 1922 г., постановка А. Н. Феоны

## Посмертное использование декораций в Театре оперы и балета
- 24 февраля 1923 г. — «Зигфрид» — опера Р. Вагнера, либретто композитора по скандинавскому эпосу «Эдда» немецкому эпосу «Песнь о Нибелунгах», постановка Палечека, художники Квапп, Ламбин, Суриньянц
- 8 января 1931 г. — «Раймонда», балет А.К.Глазунова, возобновление А. Я. Вагановой, художники Аллегри, Иванов и Ламбин
- 15 мая 1931 г. — «Корсар», балет А. Адана и Ц. Пуни, возобновление А. Я. Вагановой, художники Аллегри и Ламбин
- 26 декабря 1931 г. — «Лакме» опера Л. Делиба, режиссёр И. Г. Дворищин, художники Иванов, Ламбин и Шервашидзе
- 10 февраля 1941 г. — «Баядерка» Л. Минкуса, возобновление Пономарёва, художники Ламбин, Иванов, Аллегри и Квапп